# Kade (Jerichow)
Kade ist eine Ortschaft und ein Ortsteil der Einheitsgemeinde Stadt Jerichow im Landkreis Jerichower Land in Sachsen-Anhalt.

## Geographie
In einem Radius von rund zwei Kilometern ist das Dorf Kade im äußersten Osten des Landkreises Jerichower Land von landwirtschaftlichen Flächen umgeben, die in die Kiefernwälder des Herrenholzer und des Karower Forstes eingebettet sind. Kade liegt am Nordhang der Karower Platte, einer eiszeitlich gebildeten Hochfläche. Etwas weiter südlich beginnt die Niederungslandschaft Fiener Bruch. 500 Meter südwestlich erhebt sich der 48,6 Meter hohe Weinberg. Nur anderthalb Kilometer nördlich des Ortes verlaufen die Bahnstrecke Berlin–Magdeburg und der Elbe-Havel-Kanal, die beide jedoch heute für den Ort keine Bedeutung mehr haben. Der nächste Bahnhof liegt im neun Kilometer entfernten Genthin, das über die Kreisstraßen 1203 und 1204 zu erreichen ist.

## Geschichte
Die erste urkundliche Erwähnung des ursprünglich slawischen Ortes findet sich im Lehnsverzeichnis des Erzbistums Magdeburg von 1381. Die Ortsbezeichnung entwickelte sich über Caden (1420), Chade (1500) und Kahde (1562) zum heutigen Namen. Zur Zeit der Ersterwähnung gab es vermutlich bereits seit etwa hundert Jahren eine Feldsteinkirche. Die Geschichte Kades ist eng mit der Gutsherrenfamilie von Werder verbunden, welche die Güter Kade, Belicke und Buchholz bereits 1486 als so genanntes Afterlehen von der Familie von Plotho übernahm. Das Ende des 18. Jahrhunderts erbaute Gutshaus und der dazugehörige Park befinden sich noch heute im Zentrum des Ortes. Der 1494 gestorbene Hans von Werder stiftete den heute als wertvollstes Inventarstück geltenden Altaraufsatz für die Kader Kirche. Die beiden von 1667 stammenden Glocken der Kirche wurden von Wolf von Werder gestiftet. Von 1758 bis 1860 nutzten die von Werder die Gruft der Kader Kirche als Begräbnisstätte. Erst 1812 wurden die Güter Kade und Belicke an die Familie von Treskow verkauft und von dieser in Erbpacht weitergegeben.

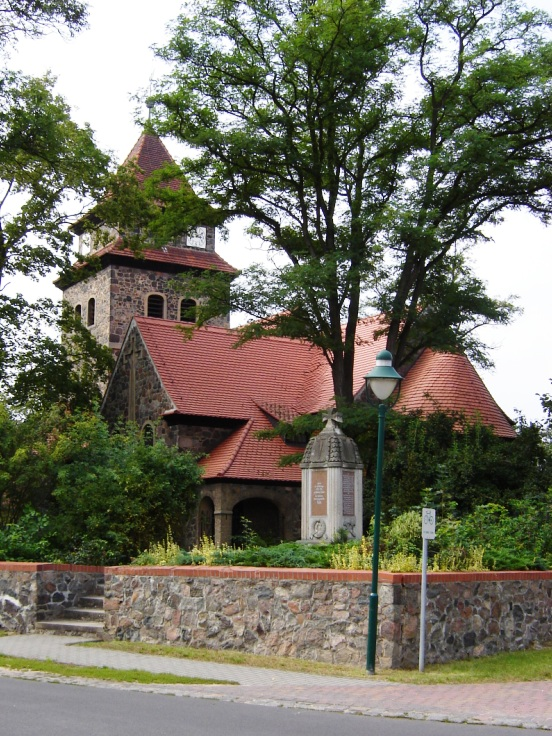
Kader Kirche

Während des Dreißigjährigen Krieges (1618/48) wurde das Gut Buchholz gänzlich zerstört und lag anschließend für 150 Jahre wüst. Im Zuge des Ausbaus des 1734 begonnenen Plauer Kanals wurde die Schleuse Kade gebaut, an der der heute nach ihr benannte Ortsteil Kader-Schleuse entstand. Nach der Niederlage Preußens gegen Napoleon war Kade ab 1806 von französischen Truppen besetzt. Zeitweise waren bis zu 4000 Soldaten im Ort stationiert, sie missbrauchten den Kirchplatz als Exerzierplatz und hinterließen ihn nach ihrem Abzug völlig verwüstet. Im Süden von Kade wurde Mitte des 19. Jahrhunderts Braunkohle entdeckt, die von 1862 bis 1873 abgebaut wurde, ehe die Grube nach einem Wassereinbruch 1873 wieder geschlossen werden musste.
Nachdem 1680 das zuvor herrschende Erzbistum Magdeburg von dem weltlichen Herzogtum Magdeburg abgelöst worden war, kam Kade unter brandenburgisch-preußische Landesherrschaft. Es wurde verwaltungsmäßig in den Jerichower Kreis eingegliedert, nach dessen Teilung in den Distrikt Jerichow II aus dem schließlich nach der preußischen Verwaltungsreform von 1815 der Kreis Jerichow II wurde. Diese Zuordnung hatte bis 1952 Bestand, ehe durch die DDR-Gebietsreform Kade dem neu geschaffenen Kreis Genthin unterstellt wurde.
Am 30. September 1928 wurden die bis dahin selbständigen Gutsbezirke Belicke und Kade mit der Landgemeinde Kade vereinigt. Die 1819 als Kolonistendorf anstelle der Wüstung Buchholz neu entstandenen Siedlung Neubuchholz hatte nie einen eigenständigen Status.
Die Einwohnerentwicklung der Gemeinde war im 20. Jahrhundert nahezu gleichbleibend. 1910 hatte das Amt Kade 1.011 Einwohner (davon Gut Kade 4 und Gut Belicke 110), die zusammengeführte Gemeinde Kade zählte 1939 933 Einwohner, und 1964 lebten 1.051 Menschen im Dorf.
Bis zum 31. Dezember 2009 war Kade eine selbständige Gemeinde mit den zugehörigen Ortsteilen Belicke (vermutlich ältester Teil des Ortes), Neubuchholz und Kader-Schleuse.
Durch einen Gebietsänderungsvertrag hat der Gemeinderat von Kade am 14. Mai 2009 beschlossen sich aufzulösen und mit 11 anderen Gemeinden sich zu einer neuen Einheitsgemeinde mit dem Namen Stadt Jerichow zu vereinigen. Dieser Vertrag wurde vom Landkreis als unterer Kommunalaufsichtsbehörde genehmigt und trat am 1. Januar 2010 in Kraft.
Im gleichen Atemzuge hörte auch die Verwaltungsgemeinschaft Elbe-Stremme-Fiener auf zu existieren, da sich alle ehemaligen Mitgliedsgemeinden zur neuen Einheitsgemeinde „Stadt Jerichow“ zusammenschlossen.

## Politik
Der amtierende Ortsbürgermeister der Gemeinde Kade ist Holger Wenslau.

## Wappen
| Wappen von Kade | Blasonierung: „In Rot auf blauem Schildfuß ein silbernes Lamm, eine silberne Fahnenstange mit silberner Kreuzesfahne tragend. In der rechten oberen Ecke eine silberne Lilie, darunter drei goldene Sterne.“ |
| Wappen von Kade | Wappenbegründung: Das Kreuzeslamm ist ein kirchliches Symbol. Nachweislich wurde es ab 1879 im Gemeindesiegel von Kade verwendet. Es ist zu vermuten, dass mit der Verwendung des Schafes die Schafzucht im jetzt zur Gemeinde Kade gehörenden damaligen Vorwerk Belicke gewürdigt werden sollte. Die in der rechten oberen Ecke verwendete Lilie sowie die drei Sterne sind Symbole aus dem ältesten in Farbe ausgeführten Wappen des magdeburgisch-märkischem Geschlecht von Werder, die nachweislich von 1412 bis 1812 in Kade bzw. den heutigen Ortsteilen Belicke und Buchholz ansässig waren. Die Verdienste derer von Werder begründen sich vor allem auf die Zusammenlegung der ehemals selbständigen Güter Belicke, Buchholz, der wüsten Feldmark Jeske und Kade zum Gutsbezirk Kade sowie auf die Spende des wertvollen doppelflügeligen Schnitzaltars aus der Werkstatt Lucas Cranach in der Dorfkirche von Kade. Die verwendeten Farben Rot und Blau sowie die Metalle Gold und Silber entsprechen der farblichen Gestaltung im alten werderschen Wappens. Das Wappen wurde am 30. Juni 1992 durch das Ministerium des Innern genehmigt. |

## Bauten
- Dorfkirche Kade Im Linnemann-Archiv ist verzeichnet, dass für die Kirche in Belicke vor 1914 Glasgemälde und Ausmalungen gefertigt wurde.